# Neriene brongersmai
Neriene brongersmai är en spindelart som beskrevs av van Helsdingen 1969. Neriene brongersmai ingår i släktet Neriene och familjen täckvävarspindlar. Inga underarter finns listade i Catalogue of Life.